# ریوارنس، اندر
ریوارنس، اندر (به فرانسوی: Rivarennes) یک کمون در فرانسه است که در اندر واقع شده‌است. ریوارنس ۳۷٫۴۱ کیلومتر مربع مساحت و ۵۹۰ نفر جمعیت دارد و ۹۷ متر بالاتر از سطح دریا واقع شده‌است.